# Géologie
La géologie est la science dont le principal objet d'étude est la Terre, et plus particulièrement la lithosphère. Discipline majeure des sciences de la Terre, elle se base en premier lieu sur l'observation, puis établit des hypothèses permettant d'expliquer l'agencement des roches et des structures les affectant afin d'en reconstituer l'histoire et les processus en jeu. Le terme « géologie » désigne également l'ensemble des caractéristiques géologiques d'une région, et s'étend à l'étude des astres.
La géologie moderne prend forme à partir du XVIIe siècle, du désir de comprendre la structure de la Terre et d'un certain nombre de mécanismes à l'origine de phénomènes naturels. L'évolution des théories de la géologie est très liée à l'évolution des théories de la cosmologie et de la biologie, mais aussi à l'amélioration croissante des techniques et des outils utilisables à partir de la fin du XIXe siècle. Le XXe siècle est le siècle de la mise en place des grandes théories régissant la géologie moderne, avec le développement du modèle de la tectonique des plaques dans les années 1960, mais aussi de l'amélioration des techniques d'observation, qui permettent de nombreuses avancées, et du développement de l'application de la géologie dans les domaines de l'économie et de l'industrie.
La géologie est une science comprenant de nombreuses spécialités et fait appel aux connaissances de domaines scientifiques variés, tels que la biologie, la physique (mécanique des fluides, pétrochimie...), la chimie, la science des matériaux, la cosmologie, la climatologie, l'hydrologie… Les méthodes d'études et les connaissances géologiques s'appliquent dans de nombreux domaines sociétaux, économiques et industriels, comme l'exploitation de matières premières, le génie civil, la gestion des ressources en eau, la gestion de l'environnement ou la prévention des risques naturels.

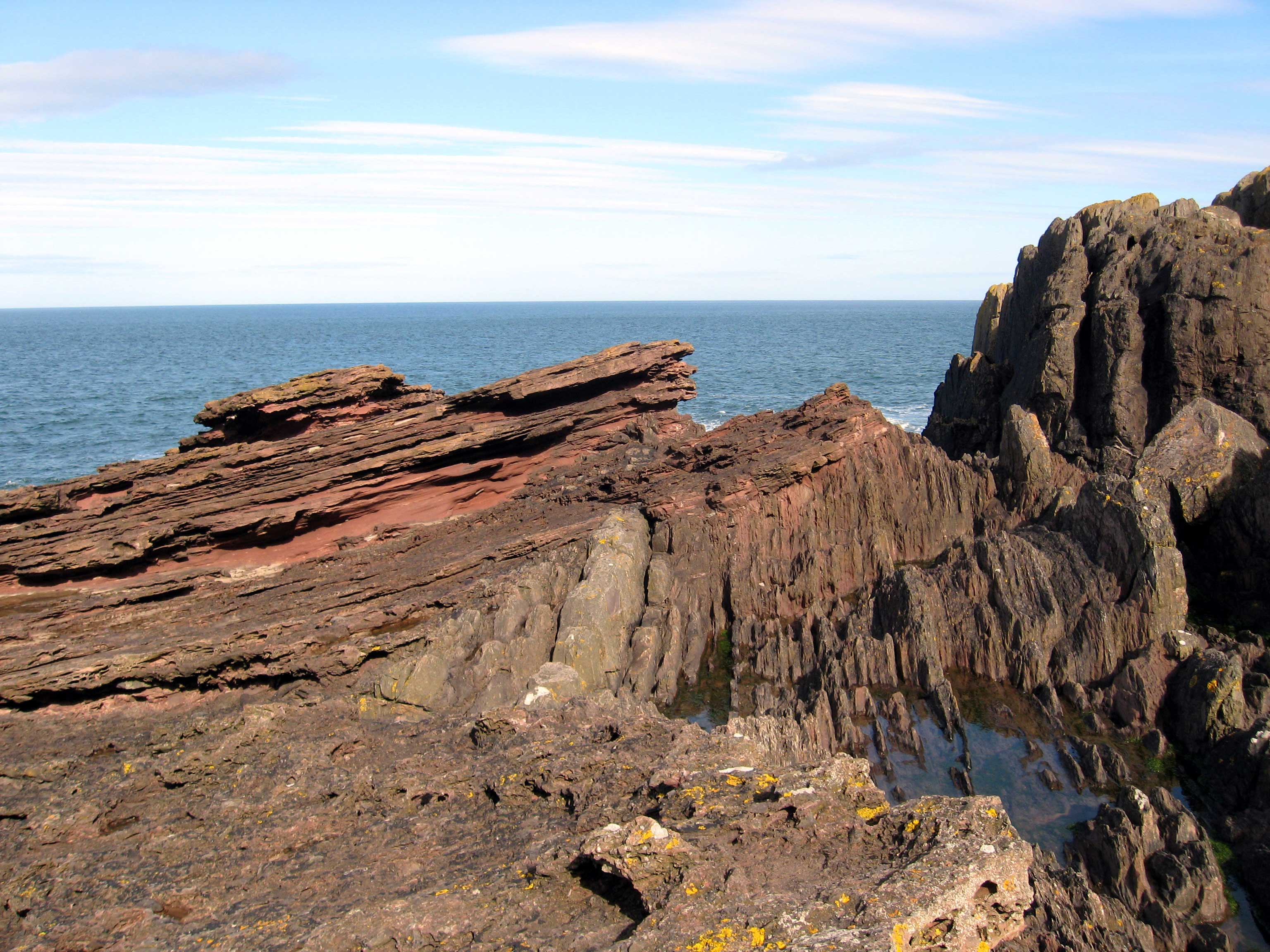
Discordance angulaire de Siccar Point (Écosse) où des couches peu pentées de grès rouges du Dévonien recouvrent les formations verticalisées de grauwackes du Silurien.

## Étymologie
Le terme géologie vient du grec ancien γῆ / gḗ , « terre » et λογία / logía, « étude ».

## Disciplines de la géologie et disciplines associées
Science de terrain et de laboratoire, la géologie se décline en 
de nombreuses disciplines, les unes plus descriptives, les autres plus phénoménologiques. Depuis les plus anciennes développées au XVIIe et XVIIIe siècles (pétrologie, stratigraphie, paléontologie) aux plus récentes (géologie planétaire, science du système Terre), ces disciplines, et notamment celles spécialisées sur le fonctionnement de la planète Terre, sont « sans doute un moyen de mieux comprendre le monde contemporain et ses enjeux sociétaux, environnementaux et géopolitiques : survenue des séismes, volcanismes, cyclones et risques associés, accès à l'eau, changement climatique, besoin en ressources naturelles, matériaux de construction, pollutions, etc. C'est également un moyen de guider les citoyens à préparer une société éduquée et responsable ».

### Études des roches et de leur histoire

#### Pétrographie et pétrologie
La pétrographie désigne l'étude descriptive des roches. Selon le type de roche étudiée, on parle de « pétrographie magmatique », de « pétrographie sédimentaire » ou de « pétrographie métamorphique ». Une étude pétrographique consiste à décrire les différentes caractéristiques d'une roche (texture, assemblage minéralogique, porosité…) par le biais d'observations directes, macroscopiques comme microscopiques, et d'acquisition de données par soumission des échantillons à différentes méthodes d'analyses (diffractométrie de rayons X, microsonde…).
Si la pétrographie ne cherche qu'à décrire les roches, la pétrologie est la discipline dont l'objectif est de déterminer les mécanismes de formation et d'évolution d'une roche. Une étude pétrologique est expérimentale et cherche à modéliser les conditions de la formation et de l'évolution d'une roche au cours de son histoire, en se basant sur les données issues de diverses analyses (pétrographique, chimique…). On distingue la pétrologie exogène, qui s'intéresse aux processus de formation des roches sédimentaires à la surface de la Terre, de la pétrologie endogène, qui est axée sur les processus de formation des roches magmatiques et sur les processus métamorphiques au sein de la lithosphère.

#### Minéralogie

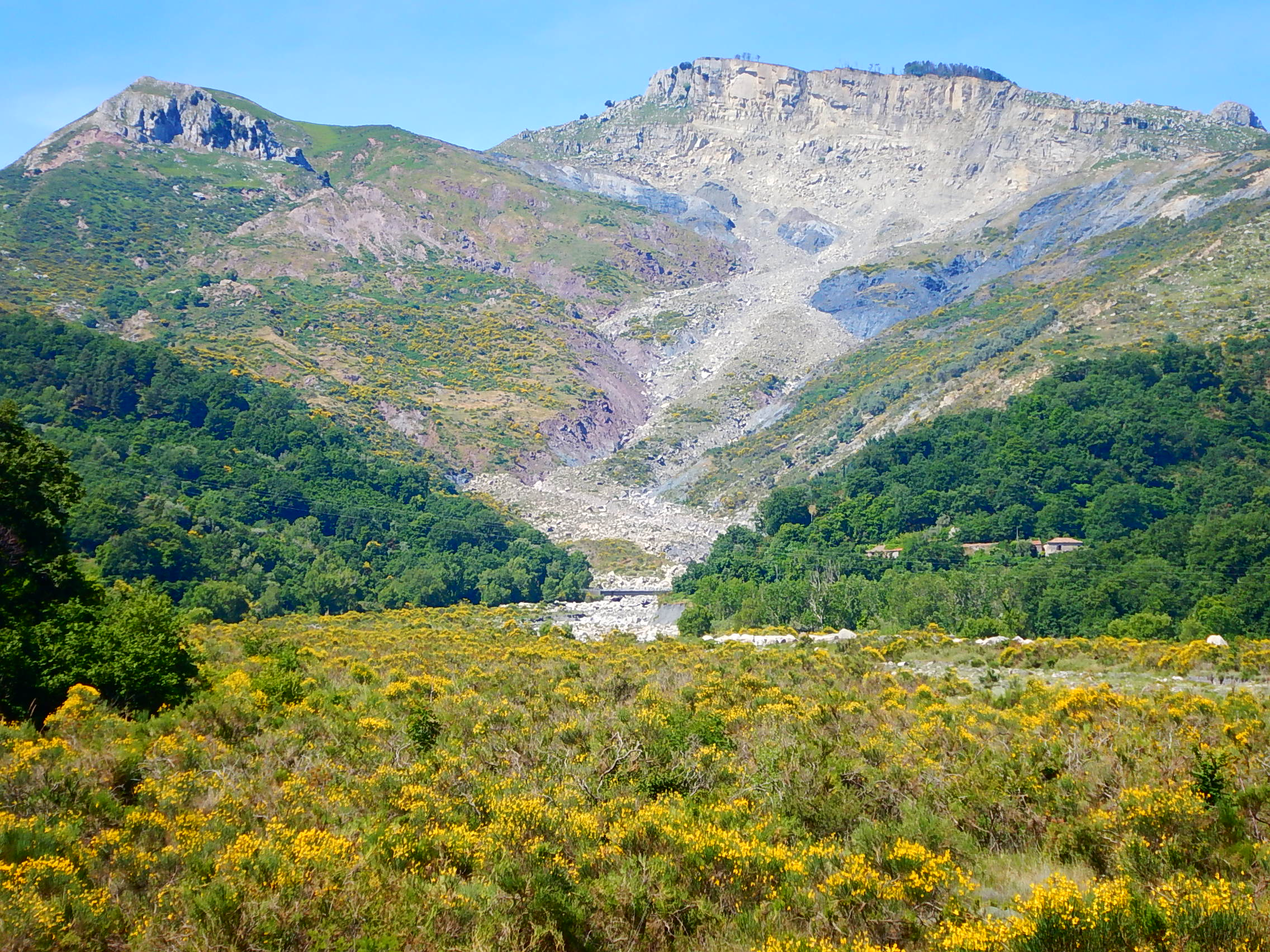
Les différentes couleurs montrent les différentes roches qui composent la montagne Ritagli di Lecca vue de Fondachelli Fantina, Sicile.

Branche associée à la fois à la chimie et à la géologie, la minéralogie désigne l'étude et la caractérisation des minéraux, substances solides et homogènes généralement inorganiques, dont l'assemblage forme les roches. En conséquence des nombreuses caractéristiques et propriétés chimiques et physiques des minéraux, ainsi que leur très grande diversité, la minéralogie s'appuie sur de nombreuses sous-disciplines, comme la cristallographie (structure), la physique (propriétés optiques, radioactivité…) ou encore la chimie (formule chimique…). La place des minéraux étant primordiale en géologie, la minéralogie est une discipline quasi-incontournable au sein de toute étude géologique et permet de renseigner sur de nombreux paramètres (dureté, clivage, cassure, chimie…) des différentes phases minérales et sur leurs interactions.

#### Stratigraphie

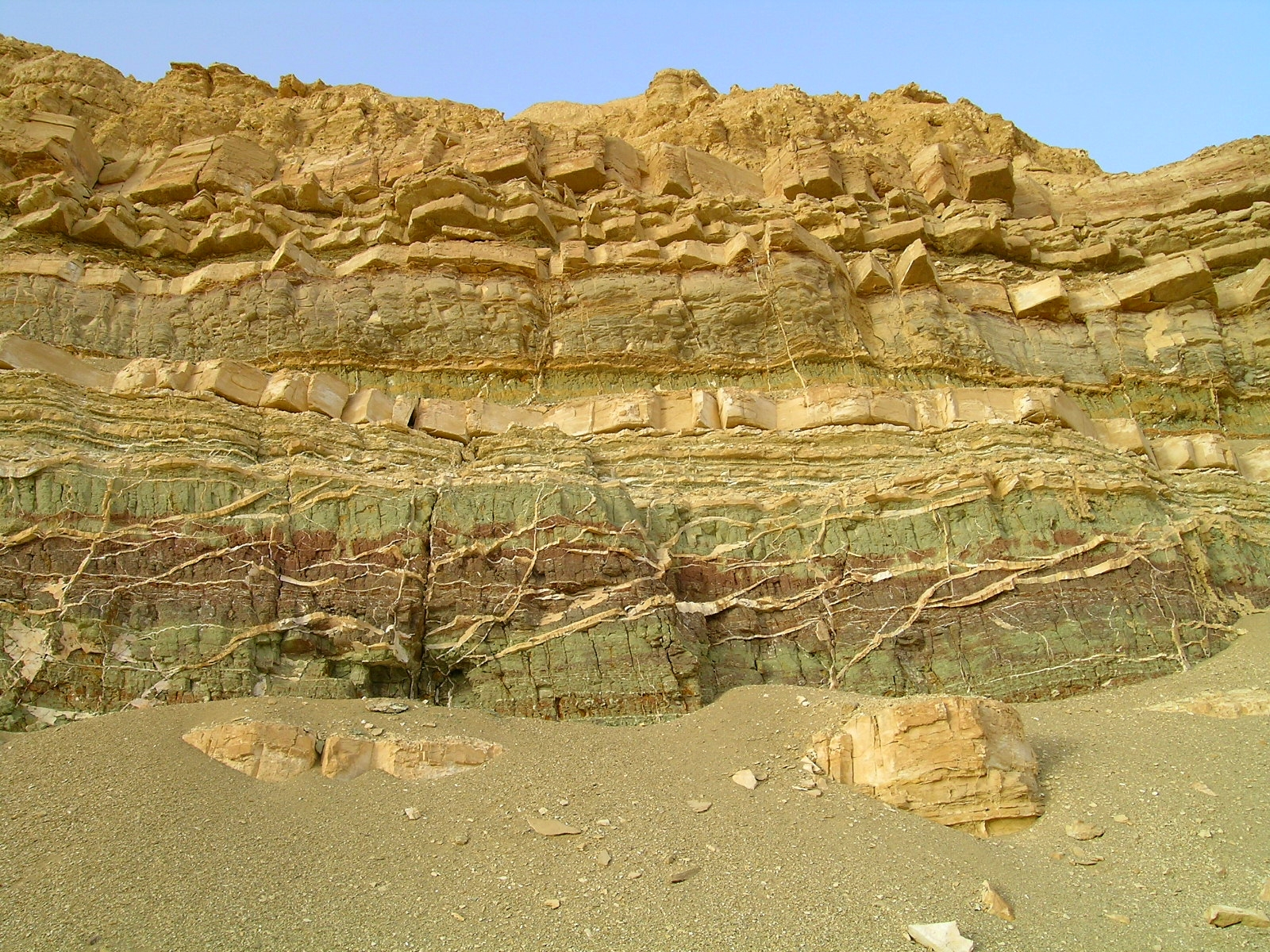
Les couches géologiques se superposent normalement de la plus ancienne (bas) à la plus récente (haut).

La stratigraphie, parfois nommée géologie historique, est une branche pluridisciplinaire étudiant l'agencement des différentes couches géologiques afin d'en tirer des informations temporelles. Elle se base sur plusieurs types d'études différentes, comme la lithostratigraphie (étude de la lithologie), la biostratigraphie (étude des fossiles et des biofaciès) ou la magnétostratigraphie (études magnétiques), dont la corrélation des informations permet de dater les couches géologiques de façon relative entre elles et de les placer de manière précise sur l'échelle des temps géologiques. Ces études reposent sur un certain nombre de principes qui permettent d'expliquer la logique de l'agencement des couches géologiques : le principe de superposition, le principe de continuité, le principe d'identité paléontologique, le principe d'uniformitarisme….
La stratigraphie trouve de nombreuses applications, aussi bien scientifiques qu'industrielles. L'élaboration de l'échelle des temps géologiques s'effectue par le biais des différentes informations stratigraphiques acquises tout autour du globe ; c'est ce que l'on nomme la chronostratigraphie. L'utilisation des méthodes sismiques permet aussi d'étudier des séquences de dépôts à la bordure des bassins sédimentaires, où les successions de séquences sont contrôlées par les variations du niveau marin et les variations tectoniques ; on parle alors de stratigraphie séquentielle. Les études de ces agencements de couches sont par ailleurs utiles dans la recherche d'hydrocarbures.

#### Paléontologie

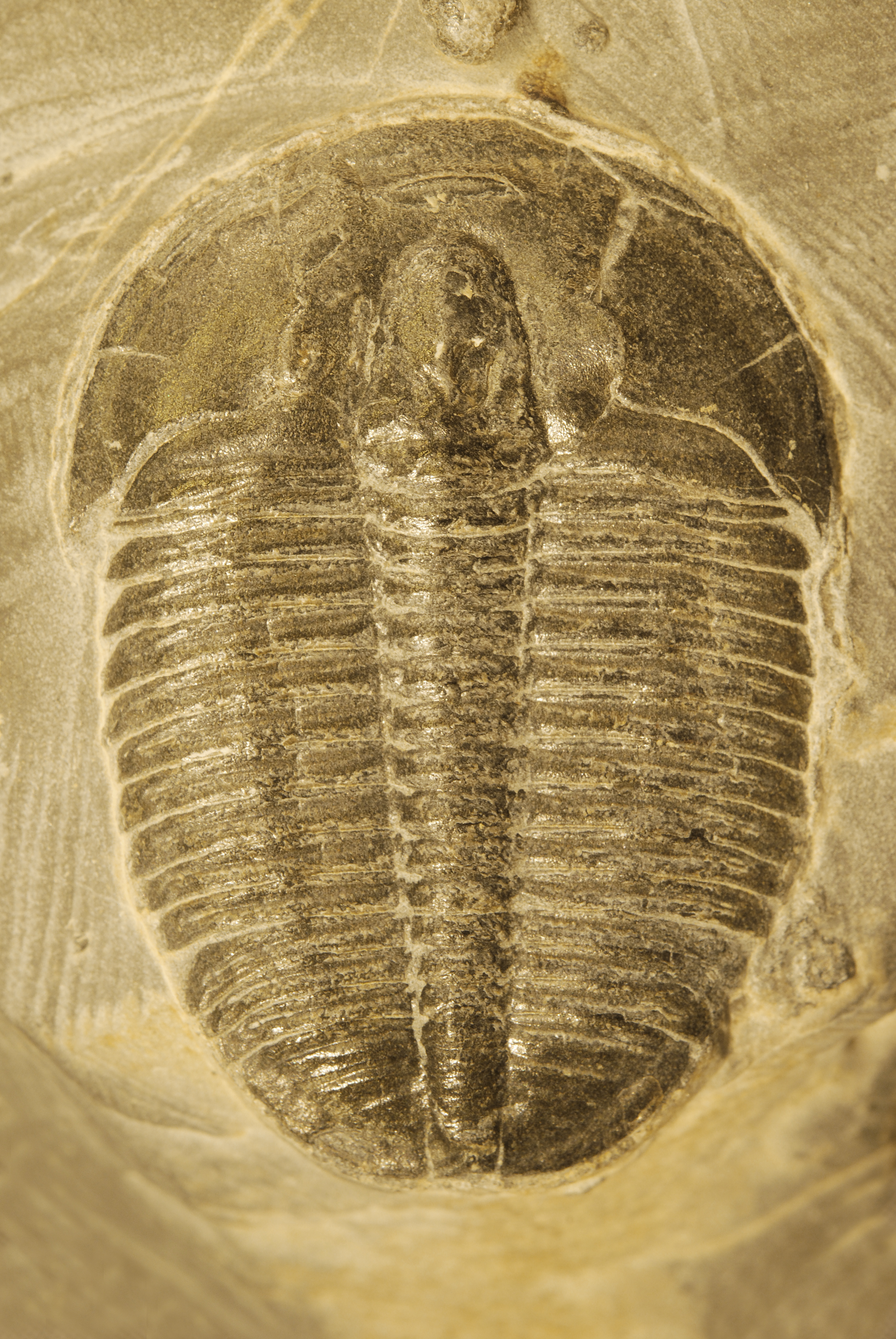
Trilobita, un taxon caractéristique du Paléozoïque.

La paléontologie est une discipline conjointe à la géologie et à la biologie, dont le champ d'étude se concentre sur les êtres vivants disparus, à partir de l'analyse de fossiles, pour en tirer des conclusions sur leur évolution au cours des temps géologiques ; dans le cas de l'étude de fossiles microscopiques, on parle de micro-paléontologie. Les objectifs de la paléontologie sont de décrire les espèces fossilisées, afin d'en déduire des conclusions phylogéniques, et de déterminer la relation entre les êtres vivants disparus et actuels pour réfléchir à propos de leur évolution.
La paléontologie se raccorde à la géologie par le fait que l'utilisation de fossiles caractéristiques, nommés fossiles stratigraphiques, permet de dater précisément une couche géologique. Les types d'espèces présentes au sein de ces couches permettent également de reconstituer le paléoenvironnement correspondant à l'époque du dépôt de la couche étudiée. Par l'étude de l'évolution des espèces de fossiles, les chercheurs peuvent aussi obtenir des informations sur les variations des milieux et du climat au cours des temps géologiques,.

### Études de la dynamique terrestre

#### Géodynamique
La géodynamique n'est pas une discipline scientifique, mais une approche, dont l'objectif est de caractériser les forces et phénomènes impliqués dans l'évolution générale du système Terre et leurs interactions mutuelles.

#### Tectonique
La tectonique est la branche traitant des déformations au sein de la croûte terrestre ; elle se focalise principalement sur la relation entre les structures géologiques et les mouvements et les forces qui sont à l'origine de leur formation. La tectonique s'applique aux déformations à toutes les échelles d'espace et de temps au sein du globe terrestre. Selon l'échelle de l'objet étudié, on parle de microtectonique, pour les structures microscopiques, ou de tectonique globale, pour les structures de plusieurs milliers de kilomètres.
Cette discipline fait appel à de nombreuses notions de physique des matériaux et de mécanique des milieux continus qui permettent d'étudier la nature des contraintes sur une roche ou un ensemble de roches et d'étudier la réponse de ces dernières aux contraintes qu'elles subissent. Ces études permettent de localiser spatialement et temporellement les contraintes et les déformations qu'elles induisent ; par extension, elles permettent de renseigner sur les conditions de formation des roches, qui sont souvent conditionnées par le contexte tectonique.

### Études des structures géologiques

#### Géologie structurale
Parfois utilisée comme synonyme de « tectonique » dans la littérature française, la géologie structurale se démarque de sa consœur par une approche plus géométrique des déformations. Bien que les objets d'étude de la tectonique soient communs avec ceux de la géologie structurale, cette dernière reste sur une description purement géométrique des structures géologiques. Les études structurales, réalisées à partir de données acquises sur le terrain, permettent de déterminer la géométrie des différents types de déformations (pendage d'une faille, plongement d'un axe de pli…). Ces résultats permettent de déterminer la direction des contraintes principales et fournissent des informations utiles dans le cadre d'une étude tectonique.

## Histoire de la géologie
Cette science de la Terre semble connaître ses prémices vers 1660 dans les pays du Nord avec les premiers travaux du géologue danois Niels Stensen, connu en français sous le nom de Nicolas Sténon, aussitôt suivis par l'Angleterre et les régions britanniques, puis plus tardivement en France vers 1700. Cependant, souvent oublié des auteurs et des scientifiques, le français Bernard Palissy (1510?-1590) apparaît comme un précurseur de la géologie moderne avec, entre autres, ses études des fossiles du Lutétien ou des marais salants charentais. En 1750, c'est une science établie en Europe occidentale. Dans son acception actuelle, le terme géologie est d'ailleurs utilisé pour la première fois en français en 1751 par Diderot, à partir du mot italien créé en 1603 par Aldrovandi. Le mot géologue est communément employé dans son essai de 1797 Nouveaux principes de géologie par Philippe Bertrand et en 1799 par Jean André Deluc ; il est fixé l’année suivante par Horace-Bénédict de Saussure. Au début du XIXe siècle, la science géologique prend son essor et se constitue dans ses fondements, échelle de temps en croissance et cartes de plus en plus précises, observations de terrain, coupes stratigraphiques et analyses pétrologiques en progrès.

## Temps géologiques

### Échelle des temps géologiques

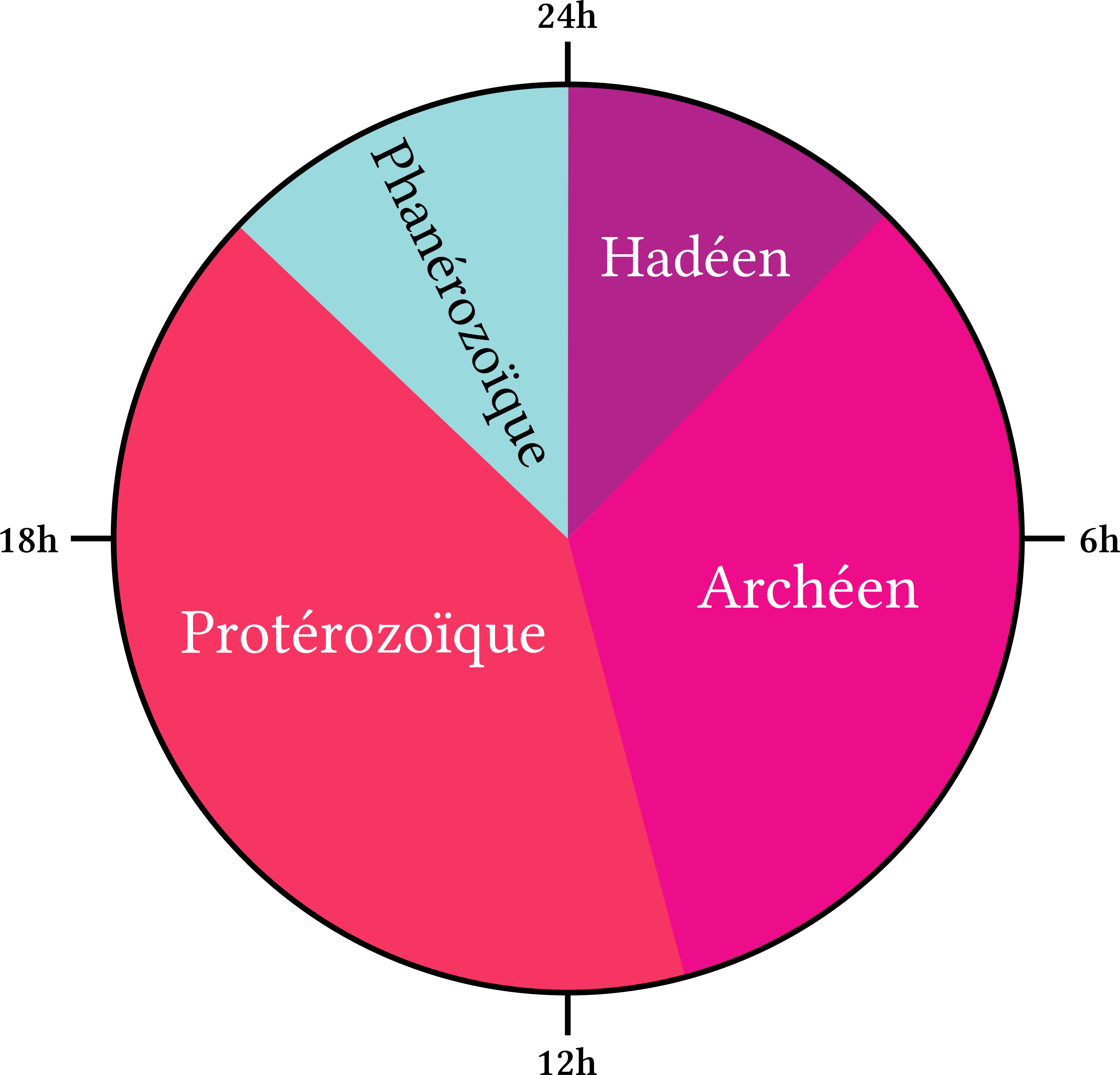
Les temps géologiques résumés sur une horloge de 24 h.

L'échelle des temps géologiques est une classification temporelle utilisée principalement en géologie, mais également dans d'autres sciences, pour situer les événements de l'histoire de la Terre de sa formation (4,54 Ga) jusqu'à la période actuelle. Cette échelle est subdivisée en quatre éons (Hadéen, Archéen, Protérozoïque et Phanérozoïque), eux-mêmes subdivisés en ères, dont la durée moyenne est de quelques centaines de millions d'années ; leurs limites correspondent à de grands bouleversements dans la biosphère et/ou dans la lithosphère et l'atmosphère. Au sein des ères, on retrouve des subdivisions (périodes, époques et étages) qui correspondent à des modes de sédimentation globaux dans les océans et qui sont définis par des stratotypes. Le découpage de l'échelle est détaillé sur le dernier éon, le Phanérozoïque, qui correspond aux 542 derniers millions d'années. La période antérieure, correspondant aux trois autres éons, est également nommée le Précambrien.
Les principaux événements ayant marqué l'histoire de la Terre sont souvent utilisés comme limite entre deux subdivisions de l'échelle :
- 4,57 Ga : formation du système solaire
- 4,54 Ga : formation de la Terre
- 3,8 Ga : apparition de la vie, limite Hadéen – Archéen
- 542 Ma : explosion cambrienne, début du Phanérozoïque
- 251 Ma : extinction Permien-Trias, limite Paléozoïque – Mésozoïque
- 66 Ma : extinction Crétacé-Tertiaire, limite Mésozoïque – Cénozoïque.

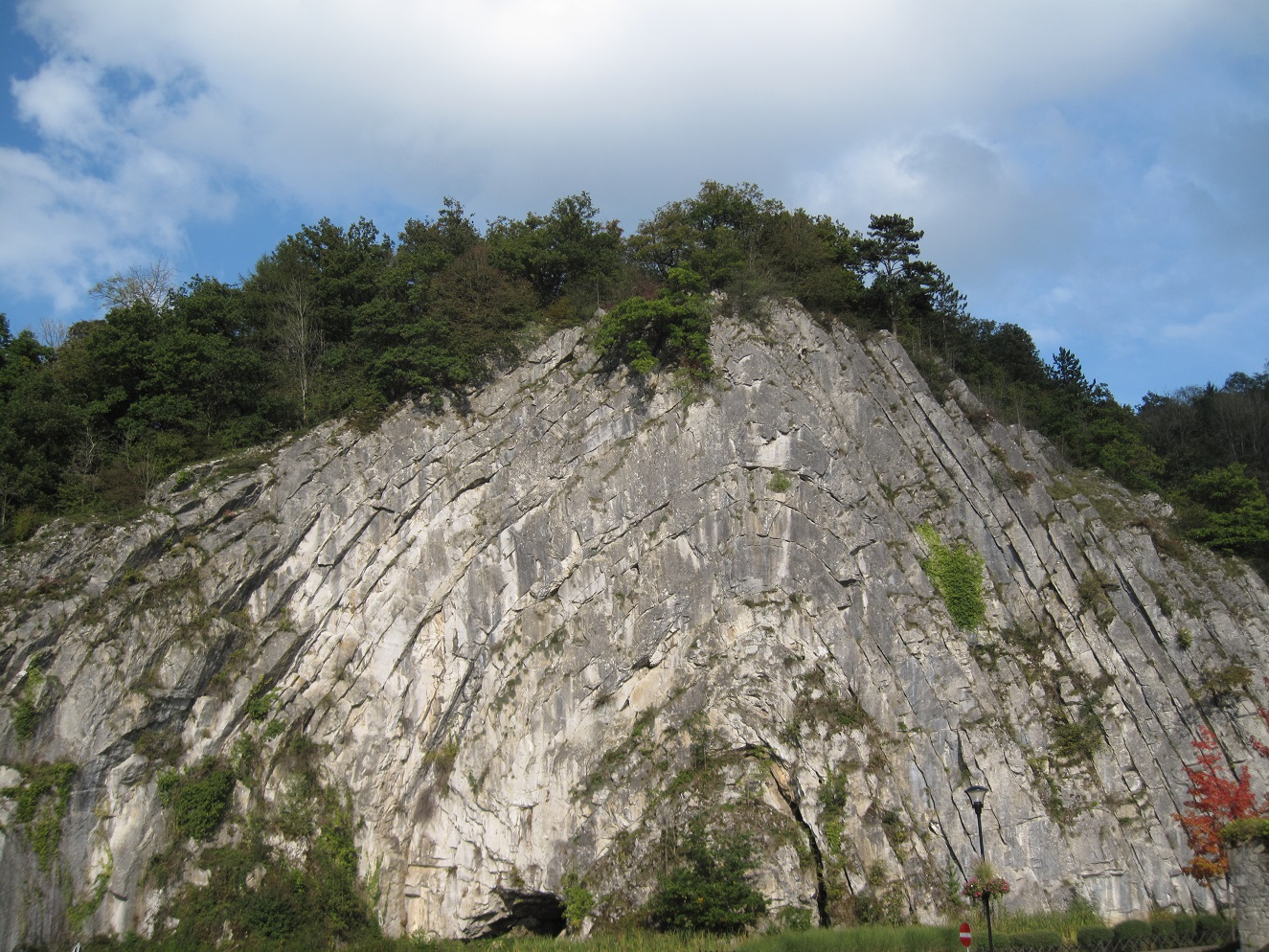
L'anticlinal de Durbuy, ou rocher d'Homalius, a 300 millions d'années.

### Datation des événements géologiques

#### Datation relative
La datation relative sert à hiérarchiser a priori les âges de strates voisines les unes par rapport aux autres. Elle permet de rapidement établir une chronologie du terrain étudié. Elle se résume en quelques principes :
- les couches sédimentaires supérieures sont postérieures à celles qui leur sont inférieures. Autrement dit, la couche sédimentaire qui en recouvre une autre est plus jeune que celle recouverte ;
- tout événement géologique qui en recoupe un autre lui est postérieur ;
- une strate a le même âge sur toute son étendue ;
- deux terrains présentant les mêmes fossiles stratigraphiques sont du même âge.

#### Datation absolue
La datation absolue permet d'établir plus ou moins précisément l'âge d'une roche. Elle est très utile dans le cadre de la chronostratigraphie et dans l'élaboration d'une échelle des temps géologiques, mais aussi dans l'étude de l'histoire et de l'évolution des roches.
L'une des manières les plus courantes fait usage de la géologie isotopique. Une infime fraction des atomes présents dans les roches sont dans une forme isotopique instable. Cet isotope est voué à se transformer par le biais d'une émission radioactive en un autre élément, qui peut être lui-même sous la forme d'un isotope instable ou radioactif. Ces émissions radioactives ont lieu à une fréquence aléatoire que l'on peut statistiquement déterminer. L'idée est alors de mesurer la proportion du premier élément (l'élément père), puis du second (l'élément fils) : au cours du temps, l'élément père va voir sa proportion diminuer, et l'élément fils va voir la sienne augmenter. Par conséquent, une roche où l'élément père est très présent est une roche récente, et inversement une roche où l'élément fils est très présent est une roche ancienne. Par le calcul et la comparaison par rapport aux modèles établis en laboratoire, on va pouvoir alors estimer l'âge de la roche avec une précision de l'ordre du million d'années.
Les couples classiques d'éléments père/fils étudiés sont le rubidium/strontium (le rubidium est présent à l'état de trace dans la muscovite, la biotite, le feldspath...) et potassium/argon, ou plus spécifiquement uranium/plomb et uranium/thorium.

## Principes et théories

### Structure interne de la Terre

Coupe schématique à l'échelle de la structure de la Terre.

La Terre interne est constituée d'enveloppes successives de propriétés pétrographiques et physiques différentes, délimitées entre elles par des discontinuités. Ces enveloppes peuvent être regroupées en trois principaux ensembles, de la surface vers le centre de la planète, nommés : la croûte, le manteau et le noyau. Dans les 670 km les plus externes, la lithosphère et l'asthénosphère forment deux ensembles déterminés par des propriétés essentiellement mécaniques, où la lithosphère forme un ensemble rigide « flottant » sur l'ensemble plastique qu'est l'asthénosphère. Cette structuration s'est effectuée à l'Hadéen, peu de temps après l'événement d'accrétion à l'origine de la Terre primitive, où les éléments chimiques constitutifs de la toute jeune planète (alors dans un état de fusion complète) se sont différenciés pour d'abord constituer deux couches chimiques : un noyau ferro-nickelifère et un manteau alumino-silicaté.

#### Caractéristiques principales des enveloppes internes
Les caractéristiques des enveloppes inaccessibles directement par l'Homme (manteau et noyau principalement) ont été déduites à partir de l'analyse des ondes sismiques. Ces dernières traversent le globe en se déplaçant avec des vitesses variant selon les couches qu'elles franchissent et subissent des phénomènes de réfraction et de réflexion au niveau des discontinuités. La corrélation des données obtenues par les stations de mesure disposées tout autour du globe a principalement permis de déterminer l'épaisseur, les caractéristiques physiques et la constitution générale du manteau et du noyau. D'autres méthodes géophysiques ont par la suite approfondi la connaissance de la structure interne de la Terre et des mécanismes en jeu, comme la tomographie sismique ou la gravimétrie.
| Enveloppe                                                            | Profondeur km                     | Densité g/cm3       | Pétrographie dominante                                         | Éléments chimiques,        |
| -------------------------------------------------------------------- | --------------------------------- | ------------------- | -------------------------------------------------------------- | -------------------------- |
| Croûte continentale océanique                                        | 0 – 35 0 – 10                     | 2,7 – 3,0 2,9 – 3,2 | Granite et gneiss Basalte, gabbro et péridotite                | Si et Al Si, Al et Mg      |
| Manteau supérieur lithosphérique et asthénosphère zone de transition | 35/10 – 670 35/10 – 400 400 – 670 | 3,4 – 4,4           | Olivine, Pyroxène et Grenat Wadsleyite → Ringwoodite et Grenat | Si, Mg et Ca               |
| Manteau inférieur                                                    | 670 – 2890                        | 4,4 – 5,6           | Pérovskite et Ferropériclase                                   | Si, Mg, Fe et Ca           |
| Noyau externe                                                        | 2890 – 5100                       | 9,9 – 12,2          | —                                                              | Fe, Ni et S (état liquide) |
| Noyau interne                                                        | 5100 – 6378                       | 12,8 – 13,1         | —                                                              | Fe, Ni et S (état solide)  |

#### Croûte
La croûte terrestre (aussi parfois appelée « écorce terrestre ») est l'enveloppe la plus externe de la Terre interne, en contact direct avec l'atmosphère et l'hydrosphère à la surface, mais aussi la moins épaisse et la moins dense. Elle est distinguée en deux entités de nature différente : la croûte continentale, de composition acide, et la croûte océanique, de composition basique.
La croûte continentale se caractérise par une structuration complexe et une forte hétérogénéité lithologique. Elle est cependant principalement constituée de roches magmatiques et métamorphiques acides, formées essentiellement pendant les épisodes de subduction et de collision continentale. Sa partie superficielle est irrégulièrement constituée de roches sédimentaires et de sols. Les parties profondes de cette croûte peuvent être mises à l'affleurement, à la faveur de la mise en place, puis du démantèlement d'une chaîne de montagnes. La croûte continentale est aussi subdivisée en trois entités, déterminées à partir de leurs caractéristiques mécaniques : la croûte supérieure (de 0 à 10 km), la croûte moyenne (de 10 à 20 km) et la croûte inférieure (de 20 à 35 km).
La croûte océanique se forme au niveau des dorsales océaniques, par fusion partielle des péridotites du manteau sous-jacent ; le magma remonte vers la surface et cristallise pour donner des roches basiques (basaltes et gabbros essentiellement). Au fur et à mesure qu'elle s'éloigne de la dorsale, la croûte océanique s'épaissit, se refroidit et devient plus dense ; lorsque la densité générale de la lithosphère océanique (dont fait partie la croûte océanique) dépasse celle du manteau asthénosphérique, le processus de subduction s'engage et la lithosphère pénètre dans le manteau où elle est progressivement recyclée. La croûte océanique peut être exhumée à la faveur d'une obduction, où elle chevauche la croûte continentale, ou d'une collision continentale, où des lambeaux de croûte océanique peuvent être conservés et mis à l'affleurement.

#### Manteau
Le manteau terrestre est la plus importante enveloppe de la Terre, représentant 82 % du volume et 65 % de la masse de la planète. Il est constitué de roches ultrabasiques, dont le type change avec la profondeur, principalement du fait de la hausse de la pression et de la température qui réorganise le système cristallin des minéraux. Le manteau est partiellement étudié de façon « directe » grâce aux inclusions de roches mantelliques préservées présentes dans certains complexes magmatiques affleurants aujourd'hui à la surface (pipes kimberlitiques…). Cependant, aucun échantillon n'a une provenance supérieure à 400 km de profondeur ; au-delà de cette valeur, l'étude du manteau se fait exclusivement par des techniques géophysiques et de la modélisation.

#### Noyau
Le noyau est constitué en très grande majorité de fer, ce qui le différencie chimiquement des autres enveloppes (croûte et manteau) qui sont parfois regroupées sous le nom de « Terre silicatée » pour souligner le contraste chimique entre ces dernières et le noyau. Le noyau externe et le noyau interne (aussi appelé la graine) sont chimiquement très semblables et se démarquent surtout par l'état de la matière, qui est liquide dans la partie externe et solide dans la partie interne. Le noyau interne se forme au détriment du noyau externe où la matière en fusion cristallise ; cette réaction émet de la chaleur qui induit des mouvements de convection dans le noyau externe qui sont à l'origine du champ magnétique terrestre.

## Représentations dans les arts
Voyage au centre de la Terre, roman de science-fiction de l'écrivain français Jules Verne paru en 1864, a pour personnages principaux un géologue allemand, le professeur Lidenbrock, et son neveu Axel. Leur voyage dans les profondeurs de la Terre est l'occasion pour l'écrivain d'évoquer les théories scientifiques de l'époque, notamment sur la composition de l'intérieur de la Terre et sur sa température, mais aussi sur l'évolution des espèces et l'apparition des hominidés, par l'intermédiaire de découvertes de fossiles (puis d'animaux fossiles vivants).

## Services géologiques
Dans la plupart des pays du monde se trouve un organisme public de référence pour les Sciences de la Terre. En France, c'est le Bureau de recherches géologiques et minières (BRGM), placé sous la tutelle de plusieurs ministères.
A l'échelle européenne, EuroGeoSurveys (EGS, The Geological Surveys of Europe) est une association de droit belge regroupant 37 services géologiques européens.